# Риверос, Пауло
Па́уло А́нхель Риве́рос Секе́йра (исп. Paulo Angel Riveros Sequeira; род. 24 февраля 2006, Сьюдад-дель-Эсте) — парагвайский футболист, атакующий полузащитник клуба «Олимпия».

## Клубная карьера
Риверос — воспитанник клуба «Олимпия». 3 ноября 2023 года в матче против «Гвайреньи» он дебютировал в парагвайской Примере. В 2024 году игрок помог клубу выиграть чемпионат.

## Международная карьера
В 2023 году в составе юношеской сборной Парагвая Риверос принял участие в домашнем юношеском чемпионате Южной Америки. На турнире он сыграл в матчах против сборных Бразилии, Чили, Боливии, Перу, Эквадора, а также дважды Венесуэлы и Аргентины. В поединках против боливийцев и бразильцев Пауло забил по голу.

## Достижения
Клубные
 «Олимпия» (Асунсьон)
- Победитель парагвайской Примеры — Клаусура 2024